# Sedam mudraca stare Grčke
Pod nazivom Sedam mudraca stare Grčke razumijevamo niz osoba iz javnog života stare Grčke, čije su živote, djela i ideje njihovi suvremenici smatrali primjernima. Ovi su mudraci živjeli i djelovali između 7. i 6. stoljeća prije Krista. 
Govoreći o najistaknutijim filozofima i govornicima, Platon navodi ovih 7 imena:  
- Tales Milećanin, trgovac, matematičar i filozof prirode;
- Bijant iz Prijene, tiranin;
- Solon, atenski političar, zakonodavac i pjesnik;
- Pitak iz Mitilene, tiranin na Lezbosu;
- Kleobul iz Linda, tiranin na Rodu;
- Mizon iz Hene, seljak;
- Hilon iz Sparte, efor.

Diogen Laertije ovako svjedoči o nesuglasnosti oko imena i broja mudraca:
»I o […] broju [mudraca] postoji nesporazum. Jer Meandrije, umjesto Kleobula i Mizona, stavlja Leofanta, Gorgijadovog sina, iz Lebeda ili Efeza, i Krićanina Epimenida; Platon u svom Protagori navodi Mizona, a izostavlja Perijandra; Efor umjesto Mizona stavlja Anakarsa; drugi, opet, dodaju Sedmorici i Pitagoru. Dikearh nam daje spisak od četiri općepriznata mudraca: Talesa, Bijanta, Pitaka i Solona – i dodaje šest drugih imena, među kojima je izabrao trojicu: Aristodema, Panfila, Lakedemonca Hilona, Kleobula, Anakarsa, Perijandra. Drugi dodaju Akusilaja, sina Kabovog ili Argivljanina Skabra. Hermip u svom spisu O filozofima nabraja njih sedamnaest, od kojih ljudi biraju sedam – jedan ovako, a drugi onako. To su: Solon, Tales, Pitak, Bijant, Hilon, Mizon, Kleobul, Perijandar, Anakars, Akusilaj, Epimenid, Leofant, Ferekid, Aristodem, Pitagora, Las, sin Harmantidov ili Sisimbrinov ili Habrinov (kao što kaže Aristoksen, rođen u Hermioni), Anaksagora. Hipobot u Spisku filozofa nabraja: Orfeja, Lina, Solona, Perijandra, Anakarsa, Kleobula, Mizona, Talesa, Bijanta, Pitaka, Epiharma i Pitagoru.«